# 坂本駅 (熊本県)
坂本駅（さかもとえき）は、熊本県八代市坂本町坂本松崎にある、九州旅客鉄道（JR九州）肥薩線の駅である。
旧・坂本村の中心地に位置する。特急「かわせみ やませみ」と特急「いさぶろう・しんぺい」が停車する。

## 歴史
- 1908年（明治41年）6月1日：帝国鉄道庁が開設[2]。
- 1909年（明治42年）
  - 10月12日：国有鉄道線路名称制定、人吉本線の駅となる[2]。
  - 11月21日：線名改称・鹿児島本線の駅となる[2]。
- 1927年（昭和2年）10月17日：線名改称・肥薩線の駅となる[3]。
- 1952年（昭和27年）：当駅と十条製紙（後の西日本製紙）坂本工場を結ぶ1055mの専用線が開通。
- 1983年（昭和58年）4月1日：西日本製紙坂本工場専用線廃止。これに伴い車扱貨物廃止。
- 1984年（昭和59年）2月1日：貨物および荷物の取扱廃止[4]。
- 1986年（昭和61年）11月1日：電子閉塞装置導入[5]により職員無配置化[6]・業務委託駅となる。
- 1987年（昭和62年）4月1日：国鉄分割民営化により九州旅客鉄道が継承[5][4]。JR九州管理の業務委託駅となる。
- 1991年（平成3年）4月1日：JR九州管理から坂本村管理の簡易委託駅となる。
- 2004年（平成16年）3月13日：特急「九州横断特急」運転開始。それに伴い、急行「くまがわ」が特急に格上げされた。
- 2007年（平成19年）11月30日：南九州近代化産業遺産群の物資輸送関連遺産の1つとして選ばれる[5][7]。
- 2008年（平成20年）11月：簡易委託を廃止し、完全無人化。
- 2016年（平成28年）3月26日- 特急「九州横断特急」の人吉発着便及び特急「くまがわ」が廃止され、優等列車の乗り入れがなくなり、普通・快速列車のみとなる[8]。
- 2017年（平成29年）3月4日：特急（D&S列車）「かわせみ やませみ」が運転開始[9]。
- 2018年（平成30年）3月17日：鹿児島本線直通の快速列車が廃止[10]。
- 2020年（令和2年）7月4日：令和2年7月豪雨により駅構内が甚大な被害を受ける。

## 駅構造
相対式ホーム2面2線を有する地上駅。かつては2面3線のホームと通過線、貨物側線を有していた。貨物取り扱いも行っており西日本製紙坂本工場の専用線が分岐する比較的大きな駅で賑やかであった。上りホームにはD51の停止位置目標表記や貨物ホーム跡が残る。互いのホームは構内踏切で連絡している。
木造駅舎を有する。1986年11月以降は業務委託駅となっていたが、1991年4月に旧坂本村管理の簡易委託駅となり、2008年11月頃に完全無人化された。無人化後は窓口に板が貼られ、地元住民が作った作品や絵画、様々な鉄道ファンが撮影した写真の展示用ギャラリースペースとなっている。
2020年7月3日から4日にかけて発生した令和2年7月豪雨で駅構内が水没するなど大きく被災し、以降は線路などを撤去し駅構内とホームも埋め立てられて災害復旧工事車両用の道路として活用されている。

### のりば
| のりば | 路線    | 方向 | 行先                   |
| ------ | ------- | ---- | ---------------------- |
| 1      | ■肥薩線 | 上り | 八代・新八代・熊本方面 |
| 2      | ■肥薩線 | 下り | 人吉・吉松方面         |

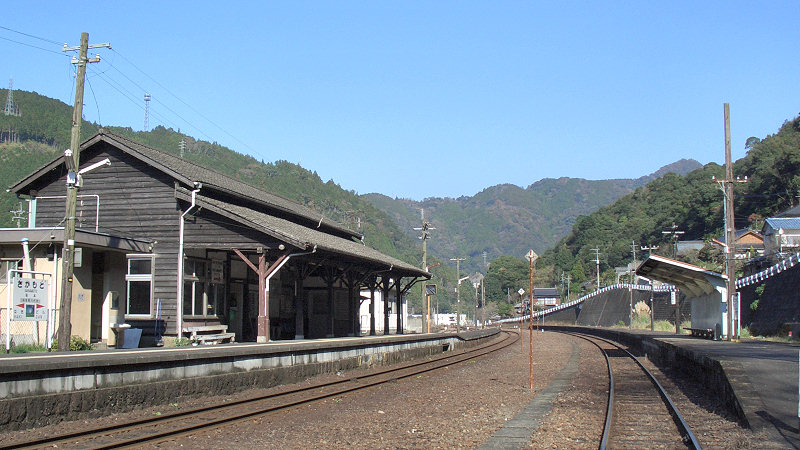
構内（2006年10月）
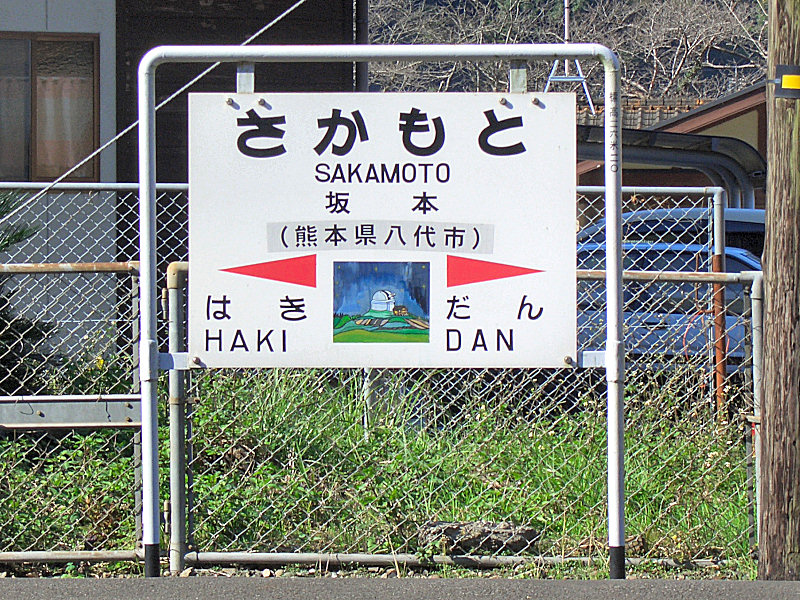
さかもと八竜天文台が描かれた駅名標（2006年12月）

## 利用状況
昭和35年5月の1日平均乗降客数は約3000人で8割が製紙工場関係者だった。貨物は月12000トン。熊鉄管内81駅のうち旅客16番目、貨物の発送は10番目であった。
1日平均乗車人員及び乗降人員は以下の通り。
| 年度   | 1日平均 乗車人員 | 1日平均 乗降人員 |
| ------ | ---------------- | ---------------- |
| 2000年 | 154              | 311              |
| 2001年 | 135              | 270              |
| 2002年 | 138              | 274              |
| 2003年 | 132              | 261              |
| 2004年 | 135              | 276              |
| 2005年 | 98               | 193              |
| 2006年 | 91               | 184              |
| 2007年 | 82               | 161              |
| 2008年 | 78               | 159              |
| 2009年 | 67               | 140              |
| 2010年 | 55               | 113              |
| 2011年 | 45               | 92               |
| 2012年 | 41               | 84               |
| 2013年 | 35               | 72               |
| 2014年 | 28               | 59               |
| 2015年 | 23               | -                |

## 駅周辺
- 熊本県道158号中津道八代線
- 八代市役所 坂本支所（旧・坂本村役場）
- 坂本郵便局
- 熊本県営荒瀬ダム（解体工事中）

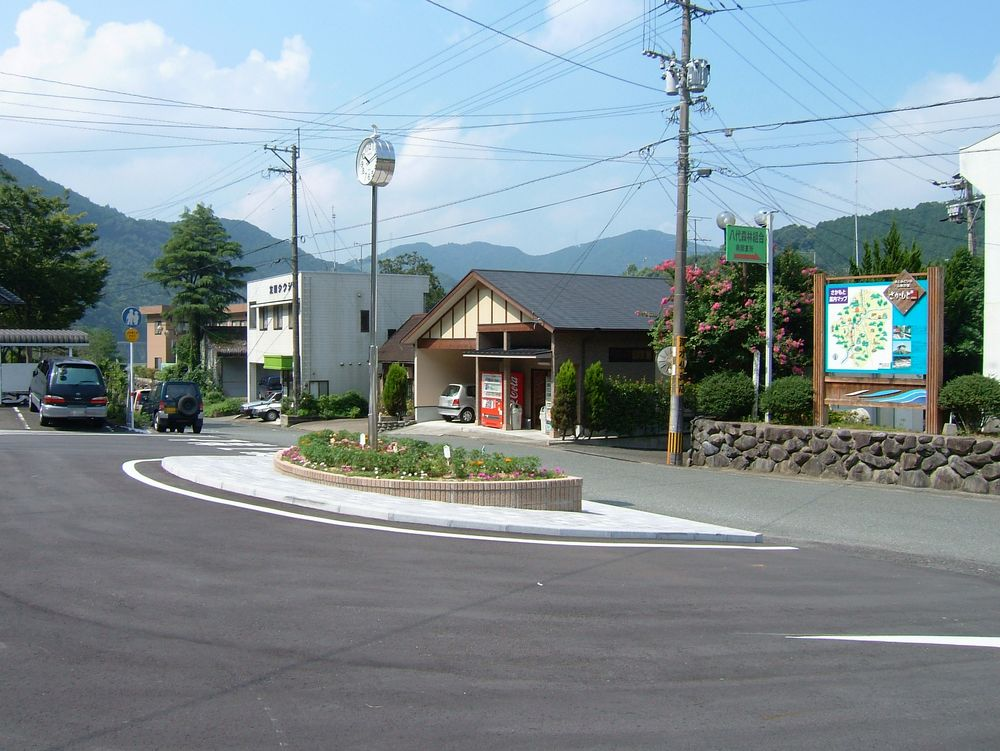
駅前広場（2006年8月）

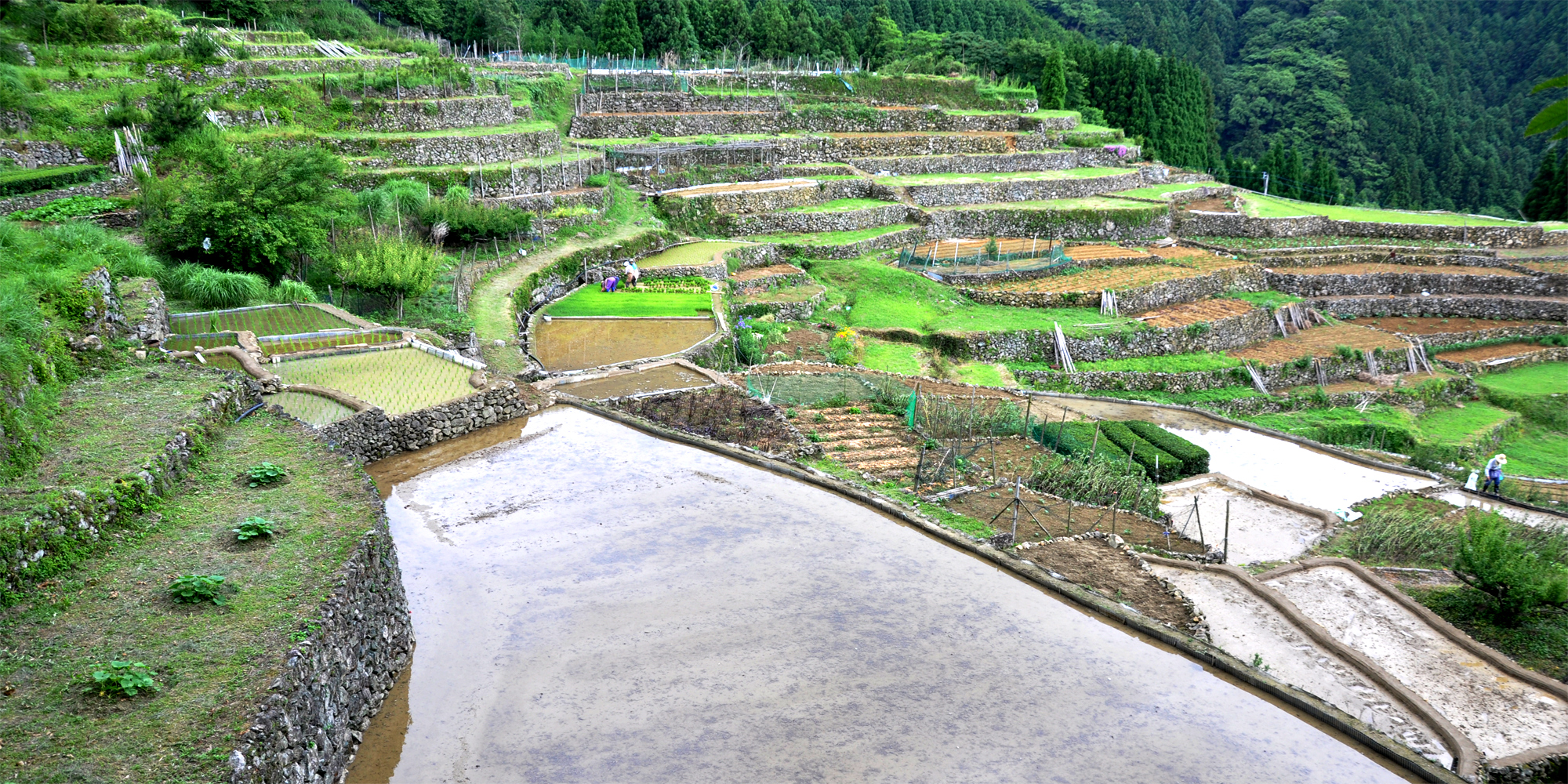
日光（にちこう）の棚田

- くま川ワイワイパーク（西日本製紙工場跡） - 当駅より工場まで専用線が伸びていた。
- 西日本製紙深水発電所（水力） - 大正10年竣工、昭和63年廃止。平成20年に修復工事がされて産業遺産として保存。当駅と段駅の間にある（車窓から一瞬煉瓦造りの建物が見える）。
- 日光（）の棚田
  - 1999年7月 - 日本の棚田百選に選定された。
  - 2013年10月 - 地元全25世帯とNPO法人ハーヴェストにより、地域ぐるみで景観を守るための日光の棚田活性会を設立し共同管理を開始した。

以下は球磨川の対岸にある。
- 八代市立坂本中学校
- 八代市立八竜小学校
- 国道219号

令和2年7月豪雨では球磨川の氾濫により駅構内や周辺で多数の建物が被災し、水没、倒壊、流出したりするなど壊滅的な被害を受けた。このため八代市役所坂本支所や坂本郵便局も移転している。翌2021年頃より被災した家屋や建物の撤去が開始され、2022年には駅舎以外の建物はほぼ全て解体撤去されて更地となり、その後の土地は復旧工事用の土砂置き場や資材置き場として活用されている。
- かつては駅前の坂本駅前バス停より坂本線八代駅方面や、さらに先の神瀬、鎌瀬線球磨村（一勝地駅）や人吉市内（人吉駅・旧人吉ターミナル・人吉産交）方面への産交バスが発着していたが、沿線が極端な過疎地域になったため、2010年10月1日に神瀬、鎌瀬線の白石駅付近の神瀬小学校行きが廃止された。唯一残った坂本線も令和2年7月豪雨による被害のため2023年10月1日に廃止され、乗合タクシーに移管されたのを最後に当駅発着の路線バスは全て廃止された。坂本線は豪雨による大水害のため駅周辺が壊滅的な被害を受けたことで被災後は長期間運行休止となったほか住民も避難や移転などでほぼ皆無となり、災害復旧工事の開始に伴い廃止前年の2022年9月1日から廃止日までは運行区間が1km手前の坂本バス停発着に短縮されたため実質運行休止扱いであった。
- 上記の他、八代市乗合タクシーの路線（坂本線）も運行されている[11]。

## 隣の駅
※特急「いさぶろう・しんぺい」「かわせみ やませみ」・臨時快速「SL人吉」の隣の停車駅は各列車記事を参照のこと。
九州旅客鉄道（JR九州）
■肥薩線
段駅 - 坂本駅 - 葉木駅